# Бездната
„Бездната“ (на английски: The Abyss) е американски научнофантастичен филм 1989 година, по сценарий и режисура на Джеймс Камерън.

## Сюжет
Внимание:  Текстът по-долу разкрива сюжета на произведението (или части от него)!
Сюжетът на филма започва с буря в открито море и неидентифициран подводен обект, движещ се с огромна скорост под водата, който става причина за потопяването на ядрена подводница до самия ръб на подводна бездна с дълбочина 6 километра. Специален подводен екип, оборудван с най-модерна техника и батискафи е принуден да се добере до подводницата за да търси евентуални оцелели. Главните герои се сблъскват с множество перипетии, за да разберат че са открили извънземен разум, който вероятно не е враждебен.

## В ролите
| Изпълнител                 | Роля                                                          |
| -------------------------- | ------------------------------------------------------------- |
| Ед Харис                   | Върджил „Бъд“ Бригман – старши работник на петролна платформа |
| Мери Елизабет Мастрантонио | Линдзи Бригман – дизайнер на платформа, съпругата на „Бъд“    |
| Майкъл Бийн                | лейтенант Хайрам Кофи – командир на военен отряд              |
| Джей Си Куин               | Арлис „Сони“ Доусън                                           |
| Лео Бармистър              | Катфиш Де Врис – сондаж, ветеран от войната във Виетнам       |
| Тод Граф                   | Алън „Хипи“ Карнес – теоретик на конспирацията                |
| Джон Бедфорд Лойд          | Джамър Уилис                                                  |
| Кимбърли Скот              | Лиза „Една нощ“ Стандинг                                      |
| Крис Елиът                 | Бендикс                                                       |
| Ричард Уорлок              | Дуайт Пери                                                    |
| Дж. Кенет Кембъл           | ДеМарко                                                       |
| Уилям Уишър-младши         | Бил Тайлър – репортер                                         |
| Кен Дженкинс               | Джерард Къркхил                                               |

## Създаването
Създателят на Терминатор и Пришълци – Джеймс Камерън създава през 1989 година вълнуващ и изпълнен с прекрасни подводни кадри филм за извънземен обект потънал в дълбините на океана.
Филмът се превръща в един от любимите на почитателите на научната фантастика.
Кадрите от подводните снимки са заснети в огромен воден басейн побрал 26,5 млн. литра вода, в строяща се ядрена електроцентрала намираща се в град Гафни, Северна Каролина, САЩ.

## Бюджет и приходи
- Бюджет: $41 000 000
- Приходи през първия уикенд в САЩ: $9 319 797
- Общ приход в САЩ: $85 200 000
- Приходи извън САЩ: $46 000 000

(приходите са в щатски долари)

## Награди
Награден е с Академична награда „Оскар“ 1989, за визуални ефекти.
3 номинации за „Оскар“ – за „операторско майсторство“, „сценография“ и „звук“
Номинация от Американското общество на операторите за игрален филм.